# 虎尺蛾属
虎尺蛾属（学名：Xanthabraxas）是尺蛾科下的一个属。

## 下属物种
本属包括以下物种：
- 中国虎尺蛾 Xanthabraxas hemionata (Guenée, 1857)